# Operation Crusader
Operation Crusader var en militær operation udført af den britiske 8. armé mellem 18. november og 30. december 1941 under 2. verdenskrig. Operationen hævede belejringen af Tobruk.
8. armés oprindelige plan om at nedkæmpe aksemagternes kampvognsenheder inden infanteriet blev sendt frem faldt fra hinanden da den britiske 7. panserdivision blev besejret af Afrikakorpset ved Sidi Rezegh. Generalløjtnant Erwin Rommels efterfølgende fremstød med sine panserdivisioner til aksemagternes fæstningsstillinger ved den egyptiske grænse fik ikke fat i hovedparten af det allierede infanteri, som havde undgået fæstningsværkerne og var fortsat til Tobruk, så Rommel måtte trække sine panserenheder tilbage for at støtte i kampene ved Tobruk. Selv om han opnåede nogen taktisk fremgang ved Tobruk, betød behovet for at beskytte hans resterende styrker, at Rommel måtte trække sin hær tilbage til forsvarslinjen ved Gazala, vest for Tobruk, og derpå hele vejen tilbage til El Agheila. Det var den første sejr over de tyske landstyrker, som britisk ledede styrker opnåede under 2. verdenskrig.

## Baggrund
Efter den bekostelige fiasko i Operation Battleaxe blev general Archibald Wavell afløst som øverstkommanderende over de britiske styrker i Mellemøsten af general Claude Auchinleck. De britiske styrker i den vestlige ørken blev omdøbt til 8. armé og fik generalløjtnant Alan Cunningham som øverstkommanderende.

## Kamporden
8. armé bestod af to korps: 30. korps under generalløjtnant Willoughby Norrie og 13. korps under generalløjtnant Reade Godwin-Austen. 30. korps bestod af 7. panserdivision under generalmajor William Gott), den undertallige 1. sydafrikanske infanteridivision med to brigader (nyligt ankommet fra felttoget i Østafrika og under kommando af generalmajor George Brink) samt den uafhængige 22. gardebrigade. 13 korps bestod af 4. indiske infanteridivision under generalmajor Frank Messervy), den nyligt ankomne 2. newzealandske division under generalmajor Bernard Freyberg samt 1. armé kampvognsbrigade. 8. armé omfattede også garnisonen i Tobruk med 32. armé kampvognsbrigade mens 9. australske division under generalmajor Leslie Morshead var blevet afløst af 70. britiske infanteridivision og den polske karpater-brigade under generalmajor Ronald Scobie med chefen for 70. division som fæstningens kommandant. I reserve havde 8. arme den 2. sydafrikanske infanteridivision, så den i alt rådede over 7 divisioner med 770 kampvogne, heriblandt mange af de nye Crusader Cruiser kampvogne, som operationen blev opkaldt efter, samt de nye lette amerikanske Stuart kampvogne). Luftstøtte blev leveret af op imod 724 kampfly fra Commonwealth landenes luftvåben i Mellemøsten og Malta, med direkte støtteunder ledelse af Air HQ Western Desert.
Overfor dem stod de tyske og italienske soldater i Panzergruppe Afrika under general Erwin Rommel, med Afrikakorpset som bestod af den tyske 15. Panzerdivision, 21. Panzerdivision (i alt 260 kampvogne ), den lette 90. infanteridivision, som var blevet dannet i Afrika som en blandet enheder og blev omdøbt til 90. lette Afrika infanteridivision i slutningen af november samt fem italienske infanteridivisioner - Savona, Pavia, Trento, Brescia og Bologna. De sidste af fire udgjorde det 21. italienske korps under general Enea Navarini. Direkte underlagt den italienske overkommando i Libyen var der også 20. motoriserede korps med Ariete divisionen] og dens 146 M13/40-kampvogne samt Trieste divisionen. Aksestyrkerne havde etableret en forsvarslinje, som bestod af befæstede støttepunkter langs skråningen der løber fra havet ved Bardia og Sollum og videre langs grænsetråden til Fort Capuzzo. Dele af 21. Panzerdivision og Savona bemandede disse stillinger mens Rommel beholdt resten af sine styrker nær eller omkring forsvarsringen ved Tobruk, hvor et planlagt angreb den 14. november var blevet udskudt til den 24. november på grund af forsyningsproblemer. Aksemagternes luftstøtte bestod i starten af omkring 120 tyske og 200 italienske indsatsberedte fly, men de kunne hurtigt forstærkes ved overførsel af yderligere fly fra Grækenland og Italien.

## Slaget

### 8. armés slagplan
Planen gik ud på at angribe Afrikakorpset med 7. panserdivision mens den sydafrikanske division dækkede deres venstre flanke. I mellemtiden på deres højre side skulle 13. korps med støtte fra 4. panserbrigade, som var detacheret fra 7. panserdivision foretage en omgående bevægelse vest for Sidi Omar og fastholde en placering som truede aksestyrkernes forsvarsstillinger, som forløb østpå fra Sidi Omar til kysten ved Halfaya, i ryggen. Det var centralt for planen at de tyske kampvogne blev nedkæmpet af 7. panserdivision for at det forholdsvis let pansrede 13. korps kunne rykke nordpå til Bardia ved kysten mens 30. korps fortsatte nordvest mod Tobruk og få forbindelse med et planlagt udfald fra 70. Division.
Der var også en vildledningsplan, som brugte alle midler til at overbevise aksestyrkerne om at det allierede angreb ikke ville være klar til at starte før starten af december og ville bestå af en omgående bevægelse gennem Jarabub, en oase på grænsen til den store sandørken, over 240 km syd for det faktiske angrebspunkt. Dette viste sig at virke i den forstand, at Rommel nægtede at tro, at et angreb var forestående, og ikke var i Afrika da det blev indledt.

### 8. armé rykker frem
Før daggry den 18. november indledte 8. arme et overraskelsesangreb da den rykkede vestpå fra dens base ved Mersa Matruh og krydsede den libyske grænse ved Fort Maddalena, omkring 80 km syd for Sidi Omar, og derpå trængte mod nordvest. 8. armé satsede på at Desert Air Force kunne sikre den to hele dage uden alvorlig modstand i luften, men styrtende regn og blæst natten før offensiven førte til aflysning af alle de luftangreb, der var planlagt mod aksemagternes flybaser for at ødelægge deres fly på jorden. I starten gik alting imidlertid godt for de Allierede. 7. panserdivisions 7. panserbrigade rykkede nordvest mod Tobruk med 22. panserbrigade på deres venstre fløj. 13. korps og den newzealandske division foretog en omgående fremrykning med 4. mekaniserede brigade på venstre side og 4. indiske divisions 7. infanteribrigade på højre ved Sidi Omar. På den første dag mødte de ingen modstand mens 8. armé nærmede sig fjendens stillinger.
Den 19. om morgenen blev 22. panserbrigades fremrykket stoppet af Ariete-divisionen ved Bir el Gubi, som fortsatte med at koste store tab blandt de britiske panserstyrker i den indledende fase af slaget. I divisionens centrum hastede 7. panserbrigade og 7. støttegruppe fremad til de næsten kunne se Tobruk og erobrede Sidi Rezegh flyvepladsen mens 4. panserbrigade på højre flanke fik kontakt med en styrke på 60 kampvogne med 88 mm kanoner og panserværnsenheder fra 21. Panzerdivision (som var rykket sydpå fra Gambut) og kom i heftig kamp.
Den 20. november udkæmpede 22. panserbrigade en ny kamp med Ariete-divisionen og 7. panserbrigade slog et infanteribrigade tilbage fra 90. lette og Bologna-divisionen ved Sidi Rezegh. 4. panserbrigade kæmpede en ny kamp med 21. Panzerdivision hvor de satte deres Stuart-kampvognes højere hastighed op mod fjendens større kanoner.
9. armé var heldig med at 15. panserdivision på dette tidspunkt var blevet beordret til Sidi Azeiz hvor der ikke var nogen britiske kampvogne af angribe; men 4. panserbrigade begyndte snart at få efterretninger om at de to tyske panserdivisioner havde fået forbindelse. I sin oprindelige slagplan havde Cunningham håbet på dette så han kunne udnytte sin egen større kampvognsstyrke til at besejre Afrikakorpsets panserstyrker. Men ved at knytte 4. panserbrigade til 13. korps, tillade 22. panserbrigade at blive afledt af kampen mod Ariete-divisionen og lade 7. panserbrigade haste mod Tobruk var hans panserstyrker på nuværende håbløst spredt. 22. panserbrigade var derfor trukket ud af kampen mod Ariete-divisionen og beordret østpå for at støtte 4. panserbrigade mens (mens infanteri og artillerienheder fra 1. sydafrikanske division skulle fastholde Ariete) og 4. panserbrigade blev løst fra sin opgave med at forsvare 13. korps’ flanke.
Om eftermiddagen den 20. november kom 4. panserbrigade i kamp med 15. Panzerdivision (21. Panzerdivision var midlertidig trukket tilbage på grund af mangel på brændstof og ammunition). Det var for sent på dagen til en afgørende kamp, men 4. panserbrigade mistede alligevel over 40 kampvogne og var på dette tidspunkt nede på under to tredjedele af den oprindelige styrke på 164 kampvogne. 22. panserbrigade ankom i skumringen, for sent til at have betydning, og i løbet af natten til den 20. sendte Rommel alle sine kampvogne mod nordvest til et angreb på Sidi Rezegh.

### Garnisonen i Tobruk slutter sig til angrebet
8. armes plan for den 21. november gik ud på at 70. division skulle bryde ud fra Tobruk og afskære de tyske forbindelseslinjer til tropperne ved grænsen mod sydøst. På samme tid skulle 7. panserdivision rykke frem fra Sidi Rezegh for at få forbindelse med 70. division og rulle aksestillingerne op omkring Tobruk. I mellemtiden skulle 13. korps' newzealandske division drage fordel af den aftagende trussel fra 15. og 21. Panzerdivision og rykke 50 km mod nordøst til Sidi Azeiz området, som havde overblik over aksestilingerne ved Bardia.
Styrken af angrebet fra 70. division overraskede deres modstandere, da Rommel havde undervurderet garnisonens størrelse og især dens panserstyrker.
Om aftenen den 20. november gav general Sir Ronald Scobie, som var chef for den 70. britiske infanteridivision, der forsvarede Tobruk og stillingerne omkring byen, ordre til udbrud. Han sagde: "Vores opgave er at skabe en korridor fra forsvarsringen til aksestyrkernes vej, som vi håber at afskære ved El Duda. Der skal vi møde sydafrikanerne." Selv om hovedangrebet fra Tobrukgarnisonen den 21. skulle udføres af 70. division, skulle den polske karpatiske brigade gennemføre et afledningsangreb i mørket før daggry for at holde den italienske Pavia-division beskæftiget. Angrebene skulle forberedes med et massivt artilleribombardement. I løbet af dagen skulle 100 kanoner overdænge Bologna, Brescia og Pavia divisionernes stillinger omkring Tobruk med 40.000 granater.
Kampene var intense da det 3-delte angreb, bestående af 2. King's Own regiment på højre flanke, 2. bataljon af Black Watch i centrum og 2. Queen's Own regiment på venstre flanke, rykkede frem for at erobre en række støttepunkter på vej til Ed Duda. I starten var italienerne rystede over den massive beskydning og et kompagni fra Pavia divisionen blev løbet over ende i mørket før daggry, men modstanden fra Bologna divisionen tog gradvis til.

Midt på eftermiddagen var dele af 70. division rykket 6 km frem mod Ed Duda på hovedforsyningsvejen, hvor de holdt pause, da det stod klart, at 7. panserdivision ikke ville få forbindelse. Det centrale angreb fra Black Watch involverede et morderisk angreb under kraftig maskingeværild, hvor de angreb og erobrede forskellige støttepunkter indtil de nåede frem til et støttepunkt, som kaldtes Tiger. Black Watch mistede omkring 200 mand og deres kommandant. De britiske angribere blev langsomt slidt op, og som det fremgår af den officielle newzealandske krigshistorie: 
Det mere udførlige angreb på Tugun indledtes kl. 15, og omkring halvdelen af stillingen blev erobret, sammen med 256 italienere og mange lette feltartilleripjecer; men italienerne i den vestlige halvdel af stillingen lod sig ikke rokke, og udbrudsområdet forblev ubehageligt snævert.
Den 21. november blev der udkæmpet en anden kamp med store tab mod dele af det 155. tyske riffelregiments artillerigruppe Bottcher, 5. Panzerregiment og de britiske 4., 7. og 22. panserbrigader om kontrollen med Sidi Rezegh og de omkringliggende højder, som var i hænderne på italiensk infanteri og panserværn fra Bologna divisionen.
Den 22. november gav general Scobie ordre til at stillingerne skulle konsolideres og korridoren udvides i håb om at 8. armé ikke ville nå frem. 2. York and Lancaster Regiment med kampvognsstøtte tog støttepunkt Tiger, hvilket efterlod et hul mellem korridoren og Ed Duda, men forsøg på at rydde støttepunkterne "Tugun" og "Dalby Square" blev slået tilbage. Under kampene den 22. november udsatte forsvarerne af "Togun" det angribende britiske kompagni for en sønderlemmende beskydning, som reducerede styrken til blot 33.

Den 23. november indledte 70. division et nyt stort angreb mod 25. Bolognadivision i et forsøg på at nå frem til området til Sidi Rezegh, men elementer af Pavia divisionen ankom hurtigt og stoppede det britiske angreb, som en tysk rapport efter krigen beskrev:
Efter et pludseligt artilleriangreb indledte garnisonen i fæstningen Tobruk, med støtte fra 60 kampvogne, indledte et angreb i retning af Bel Hamid ved middagstid, med det formål endelig at få forbindelse med hovedangrebsstyrken. Den italienske angrebsfront omkring fæstningen forsøgte at forsvare sig i forvirringen, men blev tvunget til at opgive talrige støttepunkter ved fronten ved Bir Bu Assaten til overlegne fjendtlige styrker. Den italienske "Pavia"-division blev indsat i et modangreb og det lykkedes at stoppe det fjendtlige gennembrud.
Den 26. november gav Scobie ordre til et angreb, som lykkedes, mod Ed Duda højderyggen, og i de tidlige morgentimer den 27. november fik Tobruk-garnisonen forbindelse med en lille styrke newzealændere.
I en opsummering af hvad 2. bataljon af Black Watch oplevede under angrebet skrev the Official History of New Zealand in the Second World War at "Den fremragende kampiver fra Black Watch under angrebet var blevet opvejet af forsvarernes bemærkelsesværdige modstand overfor et formidabelt pres fra kampvogn og infanteri."
7. panserbrigade havde planlagt sit angreb nord på mod Tobruk til at begynde kl. 08.30 den 21. november; men kl. 07.45 rapporterede patruljer ankomsten fra sydøst af en styrke af fjendtlige kampvogne, omkring 200 kampvogne i alt. 7. panserbrigade og et batteri feltartilleri drejede rundt for at møde denne trussel mens man efterlod fire kompagnier infanteri og artilleriet fra støttetropperne til at gennemføre angrebet nordpå i forventning om at blive forstærket af 5. sydafrikanske infanteribrigade, som var blev tilknyttet den fra 1. sydafrikanske division ved Bir el Gubi, som stod overfor Ariete-divisionen og var på vej nordpå for at mødes med den.
Uden pansret støtte slog det nordgående angreb fra støttetropperne fejl og ved dagens slutning havde 7. panserbrigade kun 28 af sine 160 kampvogne tilbage, og støttede sig på dette tidspunkt hovedsagelig på støttetroppernes artilleri til at holde fjenden på afstand. Den sydafrikanske brigade var i mellemtiden i stilling sydvest for Bir el Haiad; men havde tyske panserstyrker mellem sig og Sidi Rezegh. Om aftenen den 21. november var 4. panserbrigade 13 km sydøst for Sidi Rezegh og 22. panserbrigade var i forbindelse med de tyske kampvogne ved Bir el Haiad, omkring 20 km sydvest for Sidi Rezegh.

### 7. panserdivision lider nederlag ved Sidi Rezegh
I løbet af natten delte Rommel igen sine styrker således at 21. Panzerdivision gik i defensiven sammen med Afrika Divisionen mellem Sidi Rezegh og Tobruk mens 15. Panzerdivision rykkede 24 km vest på til Gasr el Arid for at forberede et manøvreslag, som general Cruewell mente ville være til Afrika-korpsets fordel. Dette udgjorde en klar mulighed for et gennembrud til Tobruk med hele 7. panserdivision samlet overfor den svækkede 21. Panzerdivision; men chefen for 30. korps, Norrie, som var klar over at 7. panserdivision kun havde 200 kampvogne tilbage, besluttede sig for varsomhed. I stedet angreb Rommel tidligt på eftermiddagen Sidi Rezegh med 21. Panzerdivision og erobrede flyvepladsen. Kampene var desperate og tapre: for sin indsat i disse to dages kampe fik brigadegeneral Jock Campbell, som havde kommandoen over forsyningstropperne i 7. gruppe Victoriakorset. Selv om 21. Panzerdivision var betydeligt svagere i kampvognsstyrke viste den sig overlegen i taktik, trængte 7. division tilbage og tilføjede den et yderligere tab på 50 kampvogne (fortrinsvis fra 22. brigade).
Kampene ved Sidi Rezegh fortsatte den 22. november med den sydafrikanske divisions 5. brigade indsat syd for flyvepladsen. Et forsøg på at generobre den slog fejl, og en modoffensiv fra aksestyrkerne begyndte at tage fart. 7. panserbrigade trak sig tilbage med alle undtagen 4 af dens 150 kampvogne ødelagt. I løbet af fire dage havde den britiske hær mistet 530 kampvogne mens aksemagternes tab lå på omkring 100.

### 13. korps afskærer aksemagternes støttepunkter ved den egyptiske grænse
Den 22. november rykkede 13. korps' 5. newzealandske brigade mod højre og rykke mod nordvest for at erobre Fort Capuzzo på hovedvejen mellem Sollum og Bardia. Brigadens angreb på Bir Ghirba, syd for Fort Capuzzo og hovedkvarter for Savona divisionen, lykkedes imidlertid ikke. Radio Rom rapporterede: 
På Sollum fronten er kraftige angreb fra tre fjendtlige divisioner mod stillinger, der holdes af Savona divisionen blev knust af den jernhårde modstand fra vore tropper. Angriberne led yderligere blodige tab fik ingen succes. Over 20 kampvogne blev ødelagt og mange flere ramt.
I mellemtiden erobrede den 7. indiske brigade støttepunkterne ved Sidi Omar og de fleste af støttepunkterne ved Libysk Omar, de to vestligste af aksemagternes vestlige grænsestillinger, men de panserenheder, som støttede angrebet, blev medslidt i en grad, som umuliggjorde yderligere angreb på de øvrige støttepunkter indtil nye kampvogne blev ført frem.
En af historikerne for den newzealandske enhed beskrev kampene som den 7. indiske brigades mest vanskelige, hvor mændene i 4/16th Punjab-bataljon "kæmpede hele morgenen for at overvinde modstanden" og hvor det 12. tyske oase-kompagni havde "dannet rygraden i forsvaret af hele stillingen".
En anden beskrivelse af kampene optræder i Information Bulletin Number 11, U.S. War Department, hvor der står:
Alle italienere, som blev taget til fange den 22. og 23. november i Omarerne tilhørte Savonadivisionen og blev omtalt som værende sejere og bedre disciplinerede end italienerne i Trentodivisionen, som blev fanget i december 1940 og juni 1941. Fangerne var en veludrustet og veldisciplineret gruppe, som havde ydet stor modstand, og vidste det. De 6 tyske og 52 italienske officerer samt de 37 tyske teknikere var meget bitre over at være blevet fanget og ville ikke udtale sig.
Den 23. november fortsatte den 5. newzealandske brigade sin fremrykning mod sydøst ad hovedvejen fra Fort Capuzzo mod Sollum og afsluttede afskæringen af aksestyrkernes stillinger i Sidi Omar - Sollum - Halfaya fra Bardia og deres forsyningsveje. I mellemtiden var den 6. newzealandske brigadegruppe på divisionens venstre flanke ved Bir el Hariga blev beordret mod nordvest langs Trigh Capuzzo (sporet som førte fra Capuzzo til El Adem) for at yde støtte til den hårdpressede 7. panserdivision ved Sidi Rezegh. Den ankom til Bir el Chleta, ca. 25 km øst for Sidi Rezagh, ved daggry den 23. november hvor de blev forsinket af en hård ildkamp da de stødte på Afrikakorpsets hovedkvarter. Hovedkvarteret blev ødelagt og hovedparten af tropperne i det taget til fange, om end Cruewell ikke selv var til stede da det skete. Som følge heraf kom der ingen forsyninger frem til nogen af panserdivisionerne den dag.
Senere på dagen blev den 4. newzealandske brigadegruppe også sendt vestpå, men nord for 6. newzealandske brigade for at lægge pres på selve Tobruk, mens 5. newzealandske brigade fortsatte med at dække Bardia og stillingerne ved Sollum / Halfaya.

### Rommels hurtige fremstød til den egyptiske grænse
Den 23. november samlede Rommel sine to Panzerdivisioner til et koordineret angreb sammen med Ariete-panserdivisionen for at afskære og nedkæmpe resten af 30. korps. Det var et noget optimistisk forehavende, men i lommen var resterne af 7. panserdivision, 5 sydafrikanske infanteribrigade og dele af den netop ankomne 6. newzealandske brigade. Der var hårde kampe med store tab på begge sider. Ved dagens slutning var den 5. sydafrikanske brigade nedkæmpet og de resterende forsvarere brød ud af lommen og søgte sydpå mod Bir el Gubi Efter sin succes ved Sidi Rezegh enedes den italienske overkommando (Comando Supremo) i Rom om at underlægge det 20. mobile italienske korps, herunder den pansrede Ariete- og den motoriserede Trieste-division, Rommels direkte kommando.
Frem til den 23. november havde Ariete-, Trieste- og Savona-divisionerne formentlig ødelagt eller beskadiget omkring 200 britiske kampvogne og et tilsvarende antal andre køretøjer. Aksemagterne optalte over 350 ødelagte og beskadigede kampvogne mellem 19. og 23. november. Et tysk kommuniké fra om aftenen den 23. november rapporterede, at tyske og italienske tropper havde ødelagt over 260 kampvogne og 200 panserkøretøjer mellem den 19. og 23. november samt at den 23. havde de "belejrende italienske styrker slået kraftige angreb tilbage fra den britiske garnison i Tobruk, som blev støttet af kampvogne."
Rommel overvejede hvordan han skulle udnytte sin succes under hensyntagen til at Afrikakorpset efter slaget kun havde 40 kampvogne tilbage af sætte ind. Han besluttede at hans førsteprioritet nu hvor den umiddelbare trussel om en undsætning af Tobruk var drevet over, var at generobre stillingerne ved grænsen. Den 24. november rykkede Afrikakorpset og Ariete divisionen i stor fart mod Sidi Omar, hvorved de spredte kaos i og spredning af de britiske støtteenheder de mødte på vejen, samtidig med at de delte 30. korps og næsten afskar 13. korps.
Efter at have nået grænseområdet planlagde Rommel at angribe og omringe de betydelige styrker, som han fejlagtigt troede holdt aksestillingerne ved grænsen besat. Dette store fremstod, som han troede i praksis ville fjerne 8. armés kampkraft var en fejl. Yderligere fremstød mod 8. armés hovedkvarter og dens vigtigste forsyningsbaser samt RAF's vigtigste flyvepladser ville formentlig have givet bedre resultater. Rommel håbe på at hæve belejringen af Bardia og udgøre en tilstrækkelig stor trussel mod de britiske styrker bag fronten til at "Operation Crusader" måtte opgives. Hans beslutning byggede på det faktum, at 7. panserdivision var blevet slået, men han overså efterretninger om britiske forsyningsbaser på vejen mod grænsen, og det kom til at koste ham sejren. Som oberstløjtnant Fritz Bayerlein, Afrikakorpsets stabschef, sagde efter krigen: "Hvis vi havde haft kendskab til disse lagre kunne vi have vundet slaget."
Den 25. november rykkede 15. Panzerdivision mod nordøst i retning af Sidi Azeiz hvor de i stedet for store enheder der omringede nordsiden af grænsestillingerne kun fandt tomhed. Den var imidlertid blevet opdaget af Desert Air Force og blev til stadighed generet af den. Syd for grænsen angreb den 21. Panzerdivisions 5. Panzerregiment den 7. indiske brigades stillinger ved Sidi Omar, men blev slået tilbage af artilleribeskydning fra 25 punds kanoner fra 1. feltregiment af Royal Artilleri, som udsatte tyskerne for direkte beskydning på 500 meters afstand. Et fornyet angreb betød at 5. Panzerregiment var så godt som udslettet ved dagens slutning. Resten af 21. Panzerdivision fortsatte mod nordøst syd for grænsen til Halfaya.
Om aftenen den 25. november stod 15. Panzerdivision vest for Sidi Azeiz (hvor 5. newzealandske brigade havde hovedkvarter) med blot 53 kampvogne, som praktisk taget var hele den resterende kampvognsstyrke i Afrikakorpset.
Aksestyrkernes kolonne var nu meget udsat og forsyninger blev et stort problem, da dens hovedlagre lå ved kysten mellem Bardia og Tobruk så forsyningskolonner måtte finde vej uden om 4. og 6. newzealandske brigadegruppe. Den 26. november satte 15. Panzerdivision kurs uden om Sidi Azeiz i retning af Bardia for at få nye forsyninger, og hertil ankom de omkring middag. I mellemtiden angreb resterne af 21. Panzerdivision mod nordvest fra Halfaya mod Capuzzo og Bardia og Arietedivisionen som nærmede sig Bir Ghirba 25 km nordøst for Sidi Omar) vestfra, blev beordret mod Fort Capuzzo for at fjerne enhver modstand og skabe forbindelse til 21. Panzerdivision. De skulle have støtte af 15. Panzerdivisions udmarvede 115. infanteriregiment, som blev veordre til at rykke frem med nogle artilleripiecer mod sydøst fra Bardia mod Fort Capuzzo.
De to bataljoner af 5. newzealandske brigade, som stod mellem Fort Capuzzo og forlægningen i Sollum kom i kamp med enhederne fra 15. og 21. Panzerdivision i skumringen den 26. november. I løbet af natten nåede 115. regiment frem til at være blot 725 meter fra Capuzzo men blev trukket tilbage for i stedet at angribe mod øvre Sollum for at møde 21. Panzerdivision, som var på vej sydfra.
Meget tidligt den 27. november mødtes Rommel med Walter Neumann-Silkow og Johann von Ravenstein, cheferne for 15. og 21. Panzerdivision, ved Bardia. Det var blevet stadig mere presserende for Afrikakorpset at vende tilbage til Tobrukfronten hvor 70. og den newzealandske division havde erobret initiativet. Den 25. november kom det igen til heftige kampe på Tobrukfronten. I Trento infanteridivisionens område angreb 2. bataljon af Queens Royal Regiment "Bondi" stillingen, men blev slået tilbage i svære kampe og "Bondi" blev først rømmet af Trentodivisionen under den generelle tilbagetrækning to uger senere. I mellemtiden overgav forsvarerne af "Tugun" stillingen, som var udmattede, halveret i antal og manglede ammunition, mad og vand) sig om aftenen den 25. november efter megen kamp i mørket før daggry.
Mens den tyske Böttcher-enhed kæmpede desperat for at stoppe de britiske kampvognsangreb i Bologna sektoren samlede generalerne Navarrini og Gotti en bataljon Bersaglieri fra Trieste divisionen og brugte den til at slå den britiske udbrudsforsøg fra Tobruk tilbage.

 
Senere skrev oberstløjtnant Bayerlein at: 
Den 25. november blussede der nye kraftige kampe op ved Tobruk, hvor vor belejringsstyrke blev klemt mellem 2 fremstød, det ene fra sydøst og det andet fra fæstningen selv. Ved at samle alle kræfter lykkedes det Boettcher-enheden at afværge de fleste af disse angreb og det eneste gennembrud blev stoppet af et italiensk modangreb.
Rommel var stadig fast besluttede på at afgære kampen ved grænsen. Han accepterede, at 21. Panzerdivision ikke længere havde styrke til at angribe og beordrede divisionen til Tobruk. Han gav 15. Panzerdivision ordre til at angribe over en bred front mod de styrker, som han stadig troede belejrede grænsestillingerne mellem Fort Capuzzo og Sidi Omar. 15. Panzerdivision skulle først erobre Sidi Azeiz for at give plads til denne ambitiøse manøvre. Neumann-Silkow mente derimod, at planen ikke havde store chancer for at lykkes og besluttede at rykke mod Sidi Azeiz (hvor han troede, at der var stort britisk lager af forsyninger) inden han satte kursen mod Tobruk.
5. brigades hovedkvarter ved Sidi Azeiz blev forsvaret af et kompagni fra dens 22. infanteribataljon og panservogne fra divisionens kavaleri samt noget feltartilleri, panserværn, antiluftskyts og maskingeværenheder. Svært i undertal blev newzealænderne løbet over ende i en intens kamp om morgenen den 27. november. Rommel var til stede og lykønskede brigadegeneral James Hargest med hans mænds beslutsomme forsvarsindsats. Omkring 700 mand blev taget til fange mens panservognene undslap.
I mellemtiden var 21. Panzerdivision på vej vest på mod Tobruk fra Bardia løbet ind i 5. newzealandske brigades 22. bataljon ved Bir el Menastir, og efter en ildkamp, som varede det meste af dagen var den blevet tvunget til at tage en omvej sydpå via Sidi Azeiz, hvilket forsinkede tilbagekomsten til Tobruk med et døgn.
Først på eftermiddagen stod det ved aflytning af den fjendtlige radiokommunikation klart for 8. armés hovedkvarter at begge divisionerne fra Afrikakorpset var på vej vest på til Tobruk, og det samme var Ariete divisionen på deres venstre fløj. Afrikakorpsets vovede manøvre var slået fejl, men kun lige, da det uden at vide havde været kun 6 km fra 8. armés hoved forsyningsbase.

### 13. korps drager nytte af omgrupperingen af de tyske kampvogne
Afrikakorpsets fremstød mod syd fjernede en alvorlig trussel mod den newzealandske divisions venstre flanke (selv om de ikke havde været klar over at den eksisterede da meddelelserne om 7. panserdivisions store tab ikke var nået frem til 13. korps og da de tyske tab af kampvogne var vildt overvurderede). Den newzealandske division blev involveret i kraftige kampe med dele af Afrika, Trieste, Bologna og Pavia divisionerne, mens den rykkede vestpå for at generobre flyvepladsen ved Sidi Rezegh og de højtliggende stillinger mod nord på vejen mod Tobruk. 70. divisions offensiv blev genoptaget den 26. november og den 27. november havde dele af den fået forbindelse til fremrykkende newzealændere i 4. brigade ved Ed Duda på omfartsvejen ved Tobruk, og 6. new zealandske brigade havde endeligt ryddet Sidi Rezegh skråningen efter at have lidt store tab.

### Afrikakorpset vender tilbage til kampen ved Tobruk
Ved middagstid den 27. november nåede 15. Panzerdivision til Bir el Chleta og ramlede direkte ind i den reorganiserede 22. panserbrigade (nu et blandet regiment med under 50 kampvogne). Midt på eftermiddagen var 22. panserdivision under pres, men holdt stand og 4. panserbrigade med 70 kampvogne var ankommet på 15. Panzerdivisions venstre flanke efter en hurtig fremrykning på godt 30 km mod nordøst og den skabte forvirring i panzerdivisionens bagland. Panzerdivisionen led også store tab som følge af bombardementer.
Da natten faldt på trak de britiske kampvogne sig tilbage for at få ny ammunition og brændstof, men trak sig af uforklarlige grunde sydpå for at gøre det, hvilket åbnede en vej vest på for 15. Panzerdivision. Den newzealandske division, som var involveret i svære kampe i den sydøstlige ende af den usikre korridor ind i Tobruk, blev igen udsat for en direkte trussel fra Afrikakorpset.

### Cunningham afløses
Den 27. november så det derfor igen bedre ud for 8. armé. 30. korps var mere eller mindre blevet reorganiseret efter det kaos som var opstået ved gennembruddet og den newzealandske division havde fået forbindelse til garnisonen i Tobruk.
Auchinleck havde tilbragt tre dage under gennembruddet i Cunninghams hovedkvarter. Cunningham havde ønsket at stoppe offensiven og trække sig tilbage, men Auchinleck havde givet Cunningham skriftlige ordrer den 25. november, som indholdet sætningen: "...Der er kun en ordre: Angrib og forfølg" Efter at være vendt tilbage til Cairo den 26. november og efter at have konsulteret sine overordnede, lod Auchinleck Cunningham afløse og udpegede i stedet hans vicestabschef, generalmajor Neil Ritchie, som han samtidig forfremmede til fungerende generalløjtnant.

### Rommel planlægger at omringe den newzealandske division
Under et beslutsomt angreb dræbte eller fordrev 70. division den 26.-27. november de italienske forsvarere i adskillige betonbunkers inden den nåede til El Duda. Den 27. november udkæmpede den 6. newzealandske brigade et heftigt slag mod en bataljon fra det 9. Bersaglieri-regiment, som havde forskanset sig ved profetens grav og brugte deres maskingeværer meget effektivt. Trods hård modstand lykkedes det den newzealandske brigade at få forbindelse til 32. kampvognsbrigade i El Duda. 6. og 32. brigade sikrede sig og fastholdt et lille brohoved på Tobrukfronten, men det kom til at vare i fem dage. Den 28. november havde Bologna divisionen stort set omgrupperet sig i Bu Amud og Belhamed områderne og divisionen var nu strakt ud over 13 km fra Via Balbia til Omfartsvejen hvor den var i kamp flere steder. Reuters korrespondent ved Tobruk-garnisonen skrev den 28. november, at: 
Divisionen, som forsvarer forsvarsringen fortsætter med at kæmpe med stort mod og beslutsomhed. De holder stædigt fast i små isolerede forsvarslommer omgivet af pigtråd.
Om aftenen den 27. november havde Rommel diskuteret planerne for den kommende dag med Cruewell og havde angivet at det vigtigste for ham var at afskære korridoren til Tobruk og nedkæmpe de fjendtlige styrker som kæmpede der. Cruewell derimod var bekymret over truslen fra 7. panserdivisions kampvogne mod syd og mente at man først skulle se på det. 15. Panzerdivision brugte det meste af den 28. november i kamp mod 4. og 22. panserbrigader og med at løse forsyningsproblemer. Selv om de kun havde halvt så mange kampvogne og til tider ikke kunne bevæge sig på grund af mangel på brændstof, lykkedes det 15. Panzerdivision at trænge den britiske kampvognsstyrke tilbage mod syd mens den selv trængte vestpå.

Hele den 28. november var der fortsat hårde kampe frem og tilbage omkring Tobruk korridoren. Det havde ikke været muligt at etablere en solid forbindelse mellem 70. og New Zealand divisionen, hvilket betød at kommunikationen mellem de to var noget begrænset. Da to motoriserede italienske bataljoner fra Bersaglieri-divisionen med støtte fra kampvogne, panserværnskanoner og artilleri rykkede frem mod Sidi Rezegh overløb de et newzealandsk felthospital. Bersaglieri-divisionen tog 1.000 patienter og 700 medicinsk personel til fange. De befriede også omkring 200 tyskere, som blev holdt fanget ved hospitalet. The New Zealand Official History omtaler tilfangetagelsen af 1000 patienter og antyder, at de blev taget til fange af tyskere:
Kokkene var i gang med at lave aftensmad den 28. november, da der dukkede tyske halvbæltekøretøjer op over den østlige bred af wadien og ud sprang mænd i grå uniformer og knæstøvler bevæbnet med maskinpistoler, rifler og maskingeværer. "Det er tyskere" gik råbet da de mange tyske infanterister løb ned gennem wadien mens de affyrede deres våben i sandet som om de ville vise, at dem skulle man ikke overse.
Om aftenen den 28. november afviste Rommel Cruewells plan om en direkte fremrykning mod Tobruk (efter resultatløse direkte angreb på Tobruk i de mange måneders belejring). Han besluttede sig for en omgående bevægelse, der skulle angribe Ed Duda fra sydvest og fortsætte med at afskære de fjendtlige styrker udenfor Tobruk-stillingen og nedkæmpe dem.
Om morgenen den 29. november satte 15. Panzerdivision sig i bevægelse vestpå syd for Sidi Rezegh. Resterne af 21. Panzerdivision skulle rykke frem på deres højre side for at danne en knibtang, men kom i uorden da von Ravenstein ikke kom tilbage fra en rekognoscering om morgenen, da han var blevet taget til fange. Om eftermiddagen blev 21. bataljon fra den newzealandske division løbet over ende på det meget omstridte punkt 175 af enheder fra Ariete divisionen. Newzealænderne blev fanget på den forkerte fod da de havde troet at angriberne var forstærkninger fra den 1. sydafrikanske brigade, som skulle ankomme fra sydvest som forstærkning af 13. korps.

Ifølge oberstløjtnant Howard Kippenberger som senere blev chef for 2. newzealandske division: 
Omkring kl. 17.30 dukkede den fordømte italienske motoriserede Ariete division op. De havde 5 kampvogne i front og 20 bagefter foruden en stor kolonne transportkøretøjer og kanoner bagefter. De rullede lige hen over vores infanteri på punkt 175.
 24. og 26. bataljon blev ramt af en tilsvarende skæbne ved Sidi Rezegh den 30. november og 1. december hvor et pansret stysk angreb mod Belhamed praktisk taget udslettede den 20. bataljon. Newzealænderne led store tab under angrebene: 880 døde, 1.699 sårede og 2.042 taget til fange.
I mellemtiden nåede de forreste elementer af 15. Panzerdivision frem til Ed Duda, men nåede ikke meget længere inden solnedgang mod et beslutsomt forsvar. Et modangreb fra 4. Royal Tank Regiment med støtte fra australsk infanteri formåede at generobre de tabte stillinger og de tyske enheder trak sig 900 meter tilbage til nye stillinger.
I løbet af den 29. november var de to britiske panserbrigader underligt passive. Den 1. sydafrikanske brigade var for alle praktiske formål bundet til de panserbrigader og kunne ikke bevæge sig i åbent terræn på grund af truslen fra panzerdivisionerne.
Om aftenen den 29. november blev den 1. sydafrikanske brigade underlagt 2. newzealandske division og fik ordre til at rykke nordpå og generobre punkt 175. I mellemtiden havde opsnappede radiomeddelelser fået 8. armé til at tro, at 21. Panzerdivision og Ariete var i vanskeligheder og generalløjtnant Ritchie beordrede 7. panserdivision til at følge dem tæt.
Efter modstanden ved Ed Dedu besluttede Rommel at trække 15. Panzerdivision tilbage til Bir Bu Creimisa, 8 km mod syd, og genoptage sit angreb derfra den 30. november i retning mellem Sidi Rezegh og Belhamed mens han lod Ed Dedu være udenfor den lomme han ville afskære. Midt på eftermiddagen var den 6. newzealandske brigade under kraftigt pres i den vestlige ende af Sidi Rezegh stillingen. Den svækkede 24. bataljon blev løbet over ende og det samme blev 2 kompagnier fra 26. bataljon men på stillingens østlige flanke slog 25. bataljon angreb fra Ariete-divisionen, som angreb fra punkt 175, tilbage.
Kl. 6.15 om morgenen den 1. december genoptog 15. Panzerdivision sit angreb mod Belhamed med kraftig artilleristøtte og igen kom den newzealandske division under kraftigt pres. Om formiddagen fik 7. panserdivision ordre til at rykke frem og give direkte støtte. 4. panserbrigade ankom til Belhamed og kan have haft mulighed for at gribe afgørende ind, da den var i overtal i forhold til de omkring 40 kampvogne i 15. division som angreb deres stillinger. Brigaden mente imidlertid, at de havde fået til opgave at dække tilbagetrækningen af resterne af 6. newzealandske division og ikke måtte handle offensivt.
Resterne af 2. newzealandske division var nu samlet nær Zaafran, 8 km øst for Belhamed og lidt mere nordøst for Sidi Rezegh. Om morgenen den 1. december så divisionschefen Freyberg et signal fra 8. armé, som viste, at den sydafrikanske brigade nu var under kommando af 7. panserdivision. Han drog den slutning, at hærens overkommando havde opgivet håbet om at holde korridoren til Tobruk åben, og midt på formiddagen sendte han en meddelelse til hovedkvarteret om at uden sydafrikanerne ville hans stilling ikke kunne holdes og at han planlagde en tilbagetrækning. Han udstedte ordrer om at divisionen skulle være klar til at rykke mod øst kl. 17.30. 15. Panzerdivision, som havde været i gang med at få nye forsyninger, genoptog sit angreb kl. 16.30 og Trieste divisionen afskar den spinkle forbindelse til Tobruk. New zealænderne blev involveret i en desperat kæmpende tilbagetrækning fra dens vestlige stillinger. Trods det lykkedes det divisionen at blive klar til afmarch til kl. 17.30 og efter at have ventet i en time på deres kampvogne og artilleri skulle ankomme fra de vestlige stillinger satte den sig i bevægelse kl. 18.45. Den nåede 30. korps' linjer uden større forstyrrelser og ud på de små timer var de 3.500 mand og 700 køretøjer på vej tilbage mod Egypten.

### Rommel forsøger igen at undsætte stillingerne ved Sollum
Rommel blev igen bekymret for de afskårne enheder i stillingerne ved grænsen og den 2. december hvor han troede, at han havde vundet slaget ved Tobruk, sendte han Geissler fortroppen og Knabe fortropsbataljonen frem for at åbne vejene til Bardia og erobre Capuzzo og derpå Sollum. Den 3. december blev Geissler fortroppen eftertrykkeligt besejret af enheder fra den 5. newzealandske brigade på vejen til Bardia i nærheden af Menastir. Samtidig gik det længere mod syd Knabe styrken en anelse bedre på vejen til Capuzzo (Trigh Capuzzo), hvor den stødte på Goldforce (som var bygget op omkring Central India Horse opklaringsregimentet) og trak sig tilbage efter en artilleriduel.
Rommel insisterede en gang til på at forsøge at undsætte grænseforterne. Alle Afrikakorpsets kampvogne var ved at blive gjort i stand så han beordrede resten af 15. Panzerdivision og det mobile italienske korps østpå den 4. december hvilket afstedkom alvorlige bekymringer i 8. armés hovedkvarter. Rommel indså imidlertid hurtigt, at han ikke både kunne håndtere situationen ved Tobruk og samtidig sende en kraftig styrke østpå, og Ariete-divisionen kom kun til Gasr el Arid.

### Ed Duda holdes
Den 4. december fornyede Rommel angrebet på Ed Duda, men det blev slået tilbage af 70. divisions 14. brigade. Da det stod klart at angrebet ville slå fejl, besluttede Rommel at trække sig tilbage fra den østlige side af Tobruk, så han kunne koncentrere sine styrker mod den voksende trussel fra 30. korps sydfra.

### 8. armé forstærker 30. korps
Efter tilbagetrækningen af 2. newzealandske division havde Richie reorganiseret sine støtteenheder for at kunne indsætte 4. indiske infanteridivisions 5. og 11. brigader samt 22. gardebrigade ved fronten. Den 4. december kom 11. indiske brigade i heftig kamp vedd et støttepunkt nær Bir el Gubi, omkring 40 km syd for Ed Duda. 1. og 2. bataljon af det 136. italienske "Giovani Fascisti" regiment afviste fra denne bakketop med held gentagne angreb fra britiske kampvogne og indisk infanteri i den første uge af december. En britisk historiker beretter:
Selv om Norrie var stærkt overlegen på alle felter ved Bir Gubi, lykkedes det ikke at samle og koordinere indsatsen fra de forskellige våbengrene, og det lykkedes derfor en enkelt italiensk bataljonsgruppe at bremse et helt korps og påføre en brigade svære tab.
Allieret infanteri blev igen udsat foret muligt pansret angreb da arméhovedkvarteret beordrede Norrie til at flytte 4. panserbrigade mod øst for at skærme mod en trussel, som var under udvikling mod Bardia og Sollum.
Den 4. december indledte Pavia og Trento divisionerne modangreb mod 70. division i et forsøg på at holde den indenfor forsvarsringen ved Tobruk, og de generobrede efter sigende ‘Plonk og ‘Doc’ støttepunkterne.
Den 5. december fortsatte 11. indiske brigade sit udmattelsesangreb mod punkt 174. Hen imod solnedgang greb Afrikakorpset og "Ariete"-panserdivisionen ind for at undsætte den ungfascistiske garnison ved punkt 174 og bringe den 11. indiske brigade i uorden. Cruewell var ikke klar over, at 4. panserbrigade, nu med 126 kampvogne var over 30 km borte, og han trak sig tilbage mod vest. Den indiske brigade blev slået på flugt, og måtte trækkes tilbage for at blive genudrustet, og 22. gardebrigade måtte overtage dens plads.
Cruewell havde stadig mulighed for at tilføje briterne et alvorligt slag den 6. december da 4. panserbrigade ikke gjorde noget for at nærme sig 22. gardebrigade; men han tøvede indtil det var for sent på dagen og kunne ikke nå at sætte et afgørende stød ind inden det blev mørkt. Den 7. december var 4. panserbrigade flyttet tættere på, og muligheden var tabt. Værre endnu var det 15. Panzerdivisions dygtige chef Neumann-Silkow blev dødeligt såret sent den 6. december.

### Aksestyrkerne trækker sig tilbage til Gazala
Den 7. december angreb 4. panserbrigade den 15. Panzerdivision og ødelagde yderligere 11 af dens svindende beholdning af kampvogne. Rommel havde den 5. december fået besked fra den italienske Comando Supremo at forsyningssituationen ikke ville blive bedre før slutningen af måneden, hvor luftbårne forsyninger ville begynde at ankomme fra Sicilien. Da han erkendte at en sejr på nuværende tidspunkt var usandsynlig besluttede han at forkorte fronten og gøre forsyningslinjerne kortere ved at opgive fronten ved Tobruk og trække sig tilbage til stillingerne ved Gazala, 16 km længere tilbage, som var blevet forberedt af italienske støtteenheder, og som han bemandede fra den 8. december. Han placerede det 10. italienske korps ved kysten og det 21. italienske korps inde i landet. Det svækkede mobile italienske korps forankrede linjen mod syd ved Alem Hamza mens Afrikakorpset lå bag sydflanken klar til modangreb.
Den 6. december beordrede Rommel sine divisioner til at trække sig tilbage mod vest og overlod det til Savona-divisionen at holde ud længst muligt i området ved Sollum-Halfaya-Bardia. De overgav sig først den 17. januar 1942.
Samme aften erobrede 70. division de tysk besatte ‘Walter’ og ‘Freddie’ støttepunkter uden at møde modstand, men en bataljon fra Pavia-divisionen holdt ud ved punkt 157, og tilføjede 2. Durham Light Infantry store tab fra sine nedgravede stillinger.
Tobruk blev endelig undsat den 10. december 1941 efter 19 dages kamp.

### 8. armé reorganiseres
I håb om at få en bedre koordination mellem hans infanteri og kampvogne overførte Ritchie 7. panserdivision til 13. korps og gav korpshovedkvarteret for 30. korps ordre til at overtage ledelsen af den 2. sydafrikanske division og gennemføre en belejring af grænsefæstningerne.
Han overførte også 4. indiske division og 5. newzealandske brigade til 13. korps.

### 8. arme angriber Gazalalinjen
8. armé indledte sit angreb på Gazala linjen den 13. december. Den 5. newzealandske brigade angreb over en 13 km bred front fra kysten mens den 5. indiske infanteribrigade foretog et angreb i flanken ved Alem Hamza. Selv om Trieste divisionen holdt fast i Alem Hamza, lykkedes det 1. bataljon af The Buffs fra 5. indiske infanteribrigade at erobre punkt 204, nogle kilometer vest for Alem Hamza. Inderne befandt sig således i et farligt frontfremspring, og 7. indiske infanteribrigade på deres venstre side blev beordret til at sende 4. bataljon (11. sikh regiment) nordpå støttet af kanoner fra 25. feltartilleriregiment og 12 Valentine kampvogne fra 8. Royal Tank Regiment for at styrke deres stilling. Denne styrke kom til at stå overfor Afrika Korpset,der havde 39 kampvogne samt 300 lastbiler med infanteri og kanoner. Igen var 7. panserdivision ikke på plads til at kunne gribe ind, og det var overladt til styrkens infanteri og støttekampvogne at imødegå truslen. Med store tab lykkedes det at ødelægge 13 tyske kampvogne og bremse modangrebet.
Godwin-Austen beordrede Gott til at få de britiske kampvogne placeret så de kunne angribe Afrika korpset da han ikke vidste at Gott og hans underordnede ikke længere var sikre på, at de kunne besejre fjenden ved et direkte angreb, trods deres numeriske overlegenhed, på grund af tyskernes overlegne taktik og panserværnsartilleri og derfor foretrak at tage en stor omvej og angribe fjendens ikke-pansrede enheder og forsyningslinjer for at lamme dem.
Den 14. december blev den uafhængige polske brigade sendt frem for at slutte sig til newzealænderne og forberede et nyt angreb tidligt den 15. december. Angrebet blev indledt kl. 3 om morgenen og overraskede forsvarerne. De to brigader gjorde gode fremskridt, men manglede lige det sidste i at bryde gennem linjen.
I mellemtiden den 14. december var der ikke meget aktivitet fra Afrika Korpset mod syd og 7. indiske brigade måtte nøjes med at patruljere som følge af knaphed på ammunition da forsyningsproblemerne voksede. Ved Alem Hamza fornyede 5. indiske brigade sit angreb, man kom ingen vegne mod et beslutsomt forsvar og ved punkt 204 blev 5. indiske brigades bataljon af Royal East Kent Regiment ("The Buffs"), med støtte fra 10 infanterikampvogne, en eskadron panservogne fra Central India Horse, et kompagni Bombay Sappers and Miners samt artilleri fra 31. feltartilleriregiment og dele af 73. panserværnsregiment og nogle antiluftskytskanoner, angrebet af 10-12 kampvogne, resterne af Ariete-panserdivisionen, men angrebet blev afvist.
Den 15. december afviste Brescia- og Pavia-divisionen med nærstøtte fra Trento-divisionen et kraftigt polsk-newzealandsk angreb, og gav derved den 15. tyske Panzerdivision, som var vendt tilbage til Gazalalinjen, mulighed for at blive anvendt et andet sted. Forfatteren Richard Humble skrev:
Polakkerne og newzealænderne gjorde gode fremskridt i starten, men italienerne kom godt igen, og ved middagstid stod det klart for general Alfred Godwin-Austen at hans to brigader ikke havde den fornødne tyngde til at fremtvinge et gennembrud på den højre flanke. Historien var den samme i centrum, hvor italienerne i ‘Trieste’ fortsatte med at afvise 5. indiske brigade angreb mod punkt 208. Midt på eftermiddagen var 3. korps angreb gået i stå langs hele linjen.”
Rommel betragtede punkt 204 som en nøglestilling og en så stor del af de til omkringliggende panser- og infanterienheder blev sat ind i et angreb mod den 15. I en intens og beslutsom kamp lykkedes det angriberne, som bestod af Ariete og 15. Panzerdivision med støtte fra Bersaglieri-motorcykeltropper og 15. motoriserede infanteriregiment, at løbe The Buffs og dens støtteenheder over ende i løbet af eftermiddagen. The Buffs havde tab på over 1.000 dræbte og tilfangetagne, mens kun 71 mand og et batteri feltartilleri slap bort. Heldigvis for resten af 5. indiske brigade var det nu for sent på dagen til at angriberne kunne organisere en yderligere fremrykning mod Alem Hamza. Angriberne havde også lidt store tab under kampen: i en aflyttet radiomeddelelse rapporterede den tyske kommandant at hans tropper ikke kunne udnytte sejren som følge af de lidte tab.
Den 15. december havde Afrika Korpset kun 8 funktionsduelige kampvogne tilbage, mens Ariete stadig havde godt tredive. Rommel, som på dette tidspunkt havde større tiltro til 7. panserdivisions evner end både Cruewell (eller endda Gott), blev meget bekymret over den omgående bevægelse, som de britiske kampvogne tilsyneladende var i gang med mod syd. Trods heftige protester fra de italienske generaler og Cruewell beordrede han Gazala linjen rømmet om aftenen den 15. december. Brescia divisionen dækkede aksestyrkernes tilbagetrækning.

### Britiske panserstyrker forspilder en mulighed
Om eftermiddagen den 15. december nåede 4. panserbrigade til Bir Halehg el Eleba, omkring 50 km nordøst for Alem Hemza, efter at have foretaget en omgående bevægelse mod syd. Her var den ideelt placeret i forhold til såvel at angribe Afrikakorpset i ryggen eller støde nordpå og afskære dets hovedforsyningslinjer langs kysten, hvilket Godwin-Austen anmodede dem om at gøre. Men tidligt om morgenen den 16. december blev der kun sendt en lille styrke nordpå (som imidlertid afstedkom stor forvirring i Afrikakorpsets bagland uden dog at være af afgørende betydning) mens resten af brigaden tog syd på for at få brændstof. Om eftermiddagen lykkedes det 15. Panzerdivision at passere bag om 4. panserdivision og afskære enhver bevægelse tilbage nordpå. Mens den blotte tilstedeværelse af de britiske kampvogne havde fået Rommel til at trække sig tilbage fra Gazala var muligheden for at få en afgørende sejr blevet forspildt.

## Efterspil
Auchinlecks beslutsomhed og Ritchies pågåenhed havde indtil videre fjernet truslen fra Aksemagterne mod Egypten og Suez-kanalen.
I løbet af de næste ti dage trak Rommels styrker sig tilbage til en linje mellem Ajedabia og El Haseia, men han fastholdt sine forsyningslinjer og undgik at blive afskåret som italienerne året før. Da hans forsyningslinjer blev kortere og der kom flere forsyninger til El Agheila kunne han opbygge sin kampvognsstyrke, mens den 8. armes forsyningslinjer modsætningsvis blev stadig længere. Den 27. december lykkedes det Rommel i et tre dages kampvognsslag ved El Haseia at tilføje den 22. panserbrigade store tab og dermed tvinge de forreste enheder af 8. arme tilbage. Dette gav aksestyrkerne mulighed for at falde tilbage til en taktisk mere fordelagtig forsvarslinje ved El Agheila i de to første uger af januar uden at være under pres fra fjenden.
Det var imidlertid ikke lykkedes for Rommel at undsætte de isolerede tysk-italienske støttepunkter ved den libysk-egyptiske grænse, og den 7.000 mand stærke garnison i Bardia overgav sig den 2. januar 1942 efter et angreb fra 2. sydafrikanske division. Sollum faldt til sydafrikanerne den 12. januar efter en kort heftig kamp. Dette afsluttede omringningen af den stærkt befæstede stilling ved Halfayapasset (som omfattede skåringen, plateauet ovenfor og de omkringliggende slugter) og afskar den fra havet og mulige forsyninger fra den kant. De 5.000 forsvarere, fortrinsvis tropper fra den 55. Savona infanteridivision, savnede allerede desperat mad og vand, og herefter var de afhængige af de få forsyninger de kunne få via nedkastninger fra luften. De omhyggeligt forberedte stillinger gjorde det muligt for dem at holde ud under heftige artilleri- og luftbombardementer med relativt små tab, men sult og tørst tvang dem til overgivelse den 17. januar.
Om kommandanten for den italienske division general Fedele de Giorgis rapporterede Rommel: "Fremragende lederskab blev udvist af den italienske general Fedele de Giorgis, som havde kommandoen over denne tysk-italienske styrke i dens to måneder lange kamp."
Den 21. januar indledte Rommel et overraskelsesangreb fra El Agheila. Selv om denne operation oprindelig var tænkt som en slagkraftig rekognoscering, viste det sig at de forreste dele af 8. armé var spredte og trætte, og på sin typiske facon drog han fordel af situationen og trængte 8. armé tilbage til Gazala, hvor den gik i stilling langs Rommels gamle linje. Her opstod der et dødvande mens begge sider omgrupperede, genopbyggede og reorganiserede sig.
Selv om den var en begrænset succes viste operation Crusader, at Rommels Afrikakorps kunne besejres, og det er et fint eksempel på den dynamiske frem og tilbage kamp, som kendetegnede felttoget i Nordafrika.